# Minamidaito
Minamidaitō (Japans: 南大東村, Minamidaitō-son) is een dorp in het district Shimajiri van de Japanse prefectuur Okinawa. Op 1 november 2009 had de gemeente 1390 inwoners. De bevolkingsdichtheid bedroeg 45,5 inw./km². De oppervlakte van de gemeente is 30,57 km².De gemeente beslaat het volledige eiland Minamidaito-jima (南大東島, Minamidaitō-jima).

## Politiek
Minamidaitō heeft een gemeenteraad die bestaat uit 8 verkozen leden. De burgemeester van Minamidaitō is sinds 2006 Kenshō Nakada , een onafhankelijke.
In de gemeenteraad (08/08/2006 - 07/08/2010） zetelen enkel partijlozen.

## Verkeer
Het eiland heeft haar eigen luchthaven, de Luchthaven Minamidaitō (南大東空港, Minamidaitō Kūkō).